# Blackburn Shark
Die Blackburn Shark war ein trägergestütztes Aufklärungs- und Bombenflugzeug und eine Weiterentwicklung der von der Firma Blackburn Aircraft seit 1923 gelieferten Torpedoflugzeuge für britische Flugzeugträger. Die Einsatzzeit bei den Trägerstaffeln war sehr kurz, da sich die Fairey Swordfish als zuverlässiger erwies. Die Blackburn Shark wurde nur in vier Aufklärungs- und Torpedobomberstaffeln von 1934 bis 1937 eingesetzt. Einige Maschinen wurden von 1936 bis 1937 auch als Bordflugzeuge eingesetzt und von 1939 bis 1943 wurden Sharks in neun Ausbildungseinheiten verwendet.

## Entwicklung derShark
Die Firma Blackburn Aircraft belieferte die Royal Air Force seit 1923 mit Torpedoflugzeugen. Alle sieben von 1923 bis 1931 gebildeten Fleet Torpedo (Bomber) Flights (Schwarm) mit den Nummern 460 bis 466 hatten als Erstausstattung Blackburn-Maschinen erhalten. Für die ersten fünf Flights die von einem 450 PS starken Napier Lion IIB angetriebene Blackburn Dart und dann die von einem 570 PS starken Napier Lion X, XI oder XIA angetriebene Blackburn Ripon. Als 1933 aus den Flights Staffeln gebildet wurden, waren die neuen Torpedostaffeln 810 (Courageous) noch mit Dart, 811 (Furious) und 812 (Glorious) mit Ripon ausgerüstet, von denen 1933 die Staffel 810 auch noch einige erhielt. 1934/1935 wurden die drei Staffeln mit dem Übergangsmodell Blackburn Baffin, angetrieben durch einen 565-PS-Bristol Pegasus I.M3-Sternmotor, ausgerüstet. Die Baffin war eine Anpassung der Ripon auf einen Sternmotor, wobei auch der Tiger der Firma Armstrong-Siddeley getestet wurde, und hatte kleine Detailverbesserungen. Viele Maschinen entstanden durch Umbau vorhandener Ripons. Die Produktion erfolgte nach der Spezifikation 4/33.

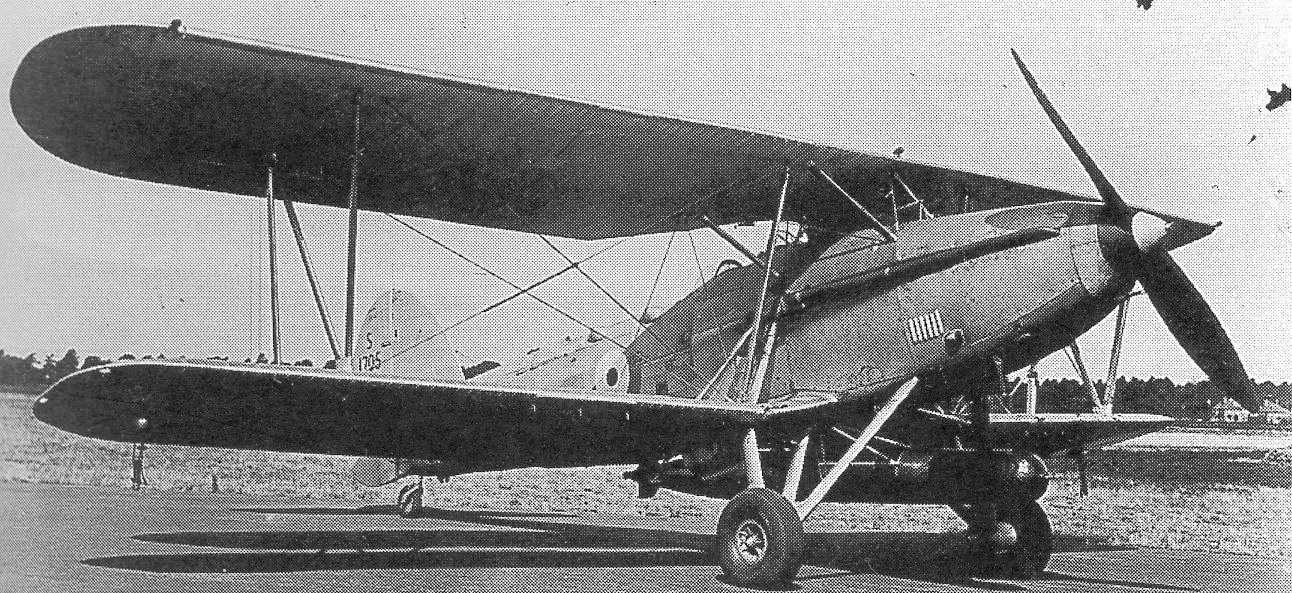
Gloster T.S.R. 38

Das Luftfahrtministerium schrieb aber auch unter S.15/33 erneut einen Torpedobomber aus, der auch die Aufgaben der bisherigen trägergestützten Aufklärer übernehmen sollte, deren modernste Einsatzmaschine die Fairey Seal war. Drei Hersteller bewarben sich für die T.S.R. (torpedo, spotter and reconnaissance aircraft) – Ausschreibung mit Maschinen, die sie schon entworfen hatten.
 Gloster´s T.S.R. 38, angetrieben von einem Rolls-Royce Goshawk VIII, wurde ausgiebig 1933/34 getestet, aber nicht weiterverfolgt.

Fairey hatte selbstständig schon eine T.S.R. I entwickelt, die am 21. März 1933 ihren Erstflug absolvierte, aber am 11. September verloren ging. Weiterentwickelt zur T.S.R. II wurde sie schließlich Ende 1934 bestellt und wurde ab 1936 als Fairey Swordfish das Standardflugzeug der britischen Trägerstaffeln.
Blackburn und sein Chefkonstrukteur Major F.A. Bumbus hatten ebenfalls eigenständig eine grundlegende Modernisierung ihrer Torpedobomber mit dem Prototyp Blackburn B-6 durchgeführt, der im Mai 1934 zu seinem Erstflug startete. Er war eine Weiterentwicklung der Blackburn B-3 für die Ausschreibung M.1/30, die nicht mit einem Produktionsauftrag bedacht wurde. Der neue Prototyp wurde angekauft und schon im August 1934 erfolgte der erste Produktionsauftrag 12/34 für 16 Maschinen, die Blackburn Shark genannt wurden.
Die Shark unterschied sich von ihren Vorläufern durch Flügel mit unterschiedlicher Spannweite, die im Rumpfbereich starke Ausschnitte hatten. Dies gab der Besatzung eine bessere Sicht und erleichterte das Beiklappen der Flügel und sparte auch Raum auf den Trägern. Der Rumpf war aus Metall und wasserdicht ausgeführt, was ein wesentlicher Vorteil bei Notlandungen war. Die Bewaffnung mit einem Vickers-Maschinengewehr starr nach vorn und einem beweglichen Lewis-Maschinengewehr für den Beobachter entsprach dem Standard. Das geteilte Fahrwerk ließ den Einsatz von Torpedos unter dem Rumpf zu. Für eine entsprechende Bombenlast statt des Torpedos waren Aufhängungen unter den Flügeln vorhanden. Die festen Verstrebungen zwischen den Flügeln reduzierten den Aufwand, die Maschinen einsatzbereit zu machen, da auf Verspannungen weitgehend verzichtet werden konnte. Als Antrieb hatte man sich für den 700 PS 14-Zylinder-Doppelsternmotor Tiger IV von Armstrong-Siddeley entschieden, obwohl dieses Triebwerk schon bei der vorangehenden Blackburn Baffin ausgeschieden worden war.

Der Prototyp K4295 diente auch als Prototyp für die Mk. II mit einigen Verstärkungen und einem verbesserten Triebwerk und dann auch ab April 1935 für den Einsatz als Schwimmerflugzeug.
Die Marineluftwaffe, damals noch Teil der Royal Air Force, erhielt drei Versionen:
T.9 Shark Mk.I
mit einem 700 PS (522 kW) Armstrong-Siddeley Tiger IV ausgerüstet, von der 16 Maschinen gebaut wurden.
T.9A Shark Mk.II
mit einem 760 PS (567 kW) Tiger VIc ausgerüstet, von der 126 Maschinen gebaut wurden. In Teilbereichen etwas verstärkt, auch als Schwimmerflugzeug fertiggestellt.
T.9B Shark Mk.III
mit einem 745 PS (555 kW) Bristol Perseus XIII ausgerüstet, von der 97 Maschinen gebaut wurden; sie hatten ein gläsernes Schiebeverdeck über dem Cockpit und einen dreiblättrigen Verstellpropeller, zwei Maschinen gingen nach Kanada als Musterflugzeuge. Nur bei Ausbildungsstaffeln eingesetzt.
Blackburn bot auf die Ausschreibung G.4/31 eine Variante der Shark mit starrem und leicht verändertem Tragwerk als Blackburn B-7 an. Vickers gewann diese Ausschreibung mit dem Type 253-Doppeldecker, lieferte aber schließlich die Wellesley.

## Produktion
Die Blackburn Shark wurde von Blackburn in Brough, die Mk. III z. T in Dumbarton, in Serie gebaut.
Abnahme der Blackburn Shark durch die RAF:
| Version  | 1933 | 1934 | 1935 | 1936 | 1937 | Summe |
| -------- | ---- | ---- | ---- | ---- | ---- | ----- |
| Prototyp | 1    |      |      |      |      | 1     |
| Mk.I     |      | 3    | 13   |      |      | 16    |
| Mk.II    |      |      | 1    | 105  | 20   | 126   |
| Mk.III   |      |      |      |      | 95   | 95    |
| Summe    | 1    | 3    | 14   | 105  | 115  | 238   |

## Einsatz bei der britischen Flottenluftwaffe
Als erste trägergestützte Einheit rüstete die Erkundungsstaffel 820 im Dezember 1934 auf die neue Blackburn Shark Mk.I um und ersetzte damit die bislang eingesetzten Fairey Seal und Fairey IIIF. Die Umrüstung war wenig befriedigend, da sich der Motor der neuen Maschine als anfällig erwies. Als die Courageous wegen der Abessinienkrise im August 1935 in das Mittelmeer verlegte, blieben die Maschinen und ein Teil des Personals zurück. Man bildete einen neuen A-Flight der Staffel, der mit sechs älteren Blackburn Baffin ausgerüstet wurde und an Bord des Trägers kam.
Im März 1936 wurde die Erkundungsstaffel 821 von Fairey Seal auf die jetzt ausgelieferte Blackburn Shark Mk.II umgerüstet, so dass die wieder heimgekehrte Courageous zeitweise beide Shark-Typen nebeneinander verwandte. Ab Dezember 1936 kam dann die Mk.II auch zur Staffel 820, die mit 35 Monaten die Einsatzstaffel mit der längste Nutzung der Shark wurde, allerdings in der wichtigsten Phase der Dienstzeit auf dem Typ nicht hinreichend einsatzbereit war.

Ab November 1936 gab es mit der Erkundungsstaffel 822 noch eine dritte Staffel mit der
Blackburn Shark Mk.II, die von der Furious eingesetzt werden sollte.
Als letzte bordgestützte Staffel ersetzte im April 1937 die Torpedostaffel 810 ihre Blackburn Baffin vorübergehend mit Blackburn Shark Mk.II. Der Träger Courageous hatte damit drei Staffeln dieses Typs, die allerdings alle drei ab September 1937 auf die Fairey Swordfish umgerüstet wurden. Dies war das Ende der Blackburn Shark als Kampfflugzeug der britischen Marineluftwaffe, da die -Staffel 822 auf der Furious schon einen Monat früher die gleiche Umrüstung durchgeführt hatte.
Als Schwimmerflugzeug war die Blackburn Shark Mk.II im März 1936 zuerst beim Catapult Flight 444 für die 1. Battle Squadron in Dienst gekommen. Auch die Flight´s 701 der schweren Schiffe der Mittelmeerflotte und 705 der Battlecruiser Squadron verfügte über Shark-Schwimmerflugzeuge, die bis Juli 1938 alle ersetzt wurden. Sicher hatten der Schlachtkreuzer Repulse und das Schlachtschiff Warspite zeitweise Shark-Bordflugzeuge.
Die Shark konnte sich als Ersatz für die Vorgänger in den Erkundungs- und insbesondere der Torpedostaffeln (der bisherigen Blackburn-Domäne) nicht durchsetzen, diente aber noch bis Oktober 1943 in Ausbildungsstaffeln. Bei Ausbruch des Zweiten Weltkriegs waren 165 Blackburn Shark im Dienst der FAA bei verschiedenen Schulen (750., 753., 755., 757., 758., 767., 774. Staffel, später auch 780. und 785. Staffel)'. Um das Training ungestört durchführen zu können, wurde die Observer School (750Sq.) im Herbst 1940 nach Piarco auf Trinidad verlegt. Die letzte Maschine der FAA wurde im Juli 1944 ausgesondert.

## Einsätze bei anderen Nationen
An zwei Nationen wurden Blackburn Shark geliefert:

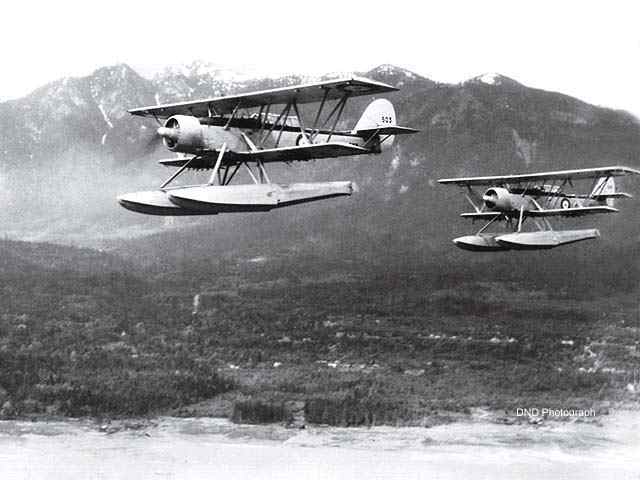
Kanadische Shark Mk.III

Portugal
Portugal erhielt 1935/36 sechs Blackburn Shark Mk.II-Schwimmerflugzeuge die von Tiger IVc-Motoren angetrieben wurden, die Benzin geringerer Klopffestigkeit nutzen konnten; drei der Maschinen dienten als Torpedoträger, drei mit einem Zusatztank unter dem Rumpf als Langstreckenaufklärer über See.
Kanada
Kanada erhielt für erste Tests sieben serienmäßige Mk. II; dann kamen zwei Maschinen der Baureihe Blackburn Shark Mk.III als Mustermaschinen für einen Lizenzbau (?); 19 wurden von Boeing Aircraft of Canada in Vancouver mit Bristol-Pegasus-Motoren gebaut; sie dienten als Aufklärungs- und Überwachungsflugzeuge an der kanadischen Westküste und wurden wegen der schwierigen Errichtung von Flugplätzen dort meist auf Schwimmern eingesetzt, einige Maschinen kamen als Zielschleppflugzeuge an die Ostküste.

## Technische Daten
| Kenngröße             | Shark Mk.II                              | RCAF Mk.III FP                   | Mk.III Land                      | B.7                                     |
| --------------------- | ---------------------------------------- | -------------------------------- | -------------------------------- | --------------------------------------- |
| Besatzung             | bis 3                                    | bis 3                            | bis 3                            | 2–3                                     |
| Länge                 | 11,71 m                                  | 11,71 m                          | 10,74 m                          | 10,78 m                                 |
| Spannweite            | 14,02 m                                  | 14,02 m Unterflügel 10,97 m      | 14,02 m Unterflügel 10,97 m      | 14,02 m Unterflügel 10,97 m             |
| Höhe                  | 3,89 m                                   | 4,34 m                           | 3,71 m                           |                                         |
| Flügelfläche          | 41,2 m²                                  | 45,43 m²                         | 45,43 m²                         |                                         |
| Leermasse             | 1832 kg                                  | 2041 kg                          | 1787 kg                          | 1905 kg                                 |
| Startmasse            | 3651 kg                                  | 4816 kg                          | 3148 kg                          | 3521                                    |
| Höchstgeschwindigkeit | 241 km/h                                 | 238 km/h                         | 253 km/h                         | 240 km/h                                |
| Reichweite            | 1006 km                                  | 1176 km                          | 1334 km                          |                                         |
| Dienstgipfelhöhe      | 4875 m                                   | 4816 m                           | 5791 m                           |                                         |
| Antrieb               | ein Armstrong-Siddeley Tiger VIc; 760 PS | ein Bristol Pegasus IX; 840 PS   | ein Bristol Pegasus IX; 840 PS   | ein Armstrong-Siddeley Tiger IV; 700 PS |
| Bewaffnung            | ein starres / ein bewegliches MG         | ein starres / ein bewegliches MG | ein starres / ein bewegliches MG |                                         |
| Bombenlast            | 907 kg                                   | 907 kg                           | 907 kg                           |                                         |